# Mundialito Femenino
El Mundialito Femenino fue un torneo internacional por invitación de selecciones de fútbol femenino.
Celebrado en cuatro ocasiones en la región norte de Italia desde 1984, fue uno de los eventos de fútbol femenino más prestigiosos, antes de la llegada de la Copa Mundial Femenina y el Fútbol Olímpico Femenino.

## Historia
La primera edición del torneo se jugó en Japón en septiembre de 1981. Italia empató 1-1 con Dinamarca y luego venció a Japón 9-0, mientras que Inglaterra venció a Japón 4-0 pero perdió 1-0 ante Dinamarca..  Los partidos Japón-Dinamarca e Inglaterra-Italia no se jugaron. En 1984 y 1985, los equipos primero jugaron todos contra todos dentro de un solo grupo, luego un partido más para decidir el ganador y el tercer lugar. En 1986 y 1988, la ronda preliminar se disputó en dos grupos, cada uno enviando un equipo a participar en el partido final. Los equipos más exitosos fueron Italia con tres títulos e Inglaterra con dos títulos. El torneo de 1985 fue notable por el debut internacional de la selección nacional de fútbol femenina de Estados Unidos. Otro torneo internacional más reciente para equipos de fútbol femenino, la Copa de Algarve, también se ha conocido extraoficialmente como Mundialito.

## Resultados
| Año  | Sede   | Campeón    | Final Resultado | Subcampeón          | Tercer lugar   | Resultado | Cuarto lugar   |
| ---- | ------ | ---------- | --------------- | ------------------- | -------------- | --------- | -------------- |
| 1981 | Japón  | Italia     | Liga            | Dinamarca           | Inglaterra     | Liga      | Japón          |
| 1984 | Italia | Italia     | 3:1             | Alemania Occidental | Inglaterra     | 2:1       | Bélgica        |
| 1985 | Italia | Inglaterra | 3:2             | Italia              | Dinamarca      | 1:0       | Estados Unidos |
| 1986 | Italia | Italia     | 1:0             | Estados Unidos      | China          | 2:1       | Japón          |
| 1988 | Italia | Inglaterra | 2:1 (pró.)      | Italia              | Estados Unidos | 1:0       | Francia        |

## Palmarés
En cursiva, se indica el torneo en que el equipo fue local.
| Equipo              | Campeón              | Subcampeón     | Tercer lugar   | Cuarto lugar   |
| ------------------- | -------------------- | -------------- | -------------- | -------------- |
| Italia              | 3 (1981, 1984, 1986) | 2 (1985, 1988) | 0              | 0              |
| Inglaterra          | 2 (1985, 1988)       | 0              | 2 (1981, 1984) | 0              |
| Estados Unidos      | 0                    | 1 (1986)       | 1 (1988)       | 1 (1985)       |
| Dinamarca           | 0                    | 1 (1981)       | 1 (1985)       | 0              |
| Alemania Occidental | 0                    | 1 (1984)       | 0              | 0              |
| China               | 0                    | 0              | 1 (1986)       | 0              |
| Japón               | 0                    | 0              | 0              | 2 (1981, 1986) |
| Bélgica             | 0                    | 0              | 0              | 1 (1984)       |
| Francia             | 0                    | 0              | 0              | 1 (1988)       |